# Tanja Kauerová
Tanja Kauerová je česká zpěvačka, známá často jen jako Tanja. V roce 1982 vyhrála pěvecký konkurz pořadu Dluhy Hany Zagorové, zaštítěný zpěvačkou Hanou Zagorovou a orchestrem Karla Vágnera. Koncem osmdesátých let vystupovala se skupinou Citron, nahrála úspěšné skladby Kam jen jdou lásky mé (duet s Ladislavem Křížkem) a Nad hlavou létá rokenrol, umístila se na třetím místě v anketě Zlatý slavík 1989 a 1990. Provdala se za bubeníka Citronu Radima Pařízka a kvůli rodinným povinnostem přerušila kariéru. Po svém comebacku účinkovala např. v muzikálu Dobře placená procházka.

## Diskografie
- 1988 Tanja
- 1991 Pád do nebe
- 1993 Ďábel se svatozáří
- 2009 Já vím
- 2013 Tanja - (Reedice prvního alba (1988)
- 2017 Jsem posedlá (minialbum)
- 2018 Stín